# Новосільці (Роздільнянський район)
Новосі́льці (до 01.02.1945 — Нові Зельці, Ней-Зельц) — село в Україні, у Лиманській селищній громаді Роздільнянського району Одеської області. Населення становить 166 осіб. Розташоване на 15 км південніше від районного центру.

## Населення
У 1926 році село входило до складу Фрідріх-Енгельсовського (Зельцького) району. У 1943 році у селі мешкало 223 селянина.
Згідно з переписом УРСР 1989 року чисельність наявного населення села становила 202 особи, з яких 86 чоловіків та 116 жінок.
За переписом населення України 2001 року в селі мешкали 173 особи.

### Мова
Розподіл населення за рідною мовою за даними перепису 2001 року.
| Мова       | Відсоток |
| ---------- | -------- |
| українська | 66,67 %  |
| молдовська | 24,24 %  |
| російська  | 9,09 %   |